# 東原枝里
東原 枝里（ひがしはら えり、1991年11月3日 - ）は、日本の元女子バレーボール選手。

## 来歴
香川県高松市出身。高松南高を卒業後、大阪国際大学に進学。大学3年次の西日本大学バレーボール5学連女子選抜対抗戦では関西選抜として出場し、ブロック賞を受賞した。
2013年12月に日立リヴァーレの内定選手となった。2014年5月の第63回黒鷲旗大会にてデビューした。入団1シーズン目となる2014/15シーズン、V・プレミアリーグの試合に出場し、Vリーグデビューを果たした。
2018年、2017/18シーズン終了をもって現役を引退した。

## 所属チーム
- 香川県立高松南高等学校（2007-2010年）
- 大阪国際大学（2010-2014年）
- 日立リヴァーレ（2014-2018年）

## 個人成績
Vプレミアリーグレギュラーラウンドにおける個人成績は下記の通り。
| シーズン | 所属 | 出場 | 出場   | アタック | アタック | アタック | アタック | ブロック | ブロック | サーブ | サーブ | サーブ | サーブ | レセプション | レセプション | 総得点 | 備考 |
| -------- | ---- | ---- | ------ | -------- | -------- | -------- | -------- | -------- | -------- | ------ | ------ | ------ | ------ | ------------ | ------------ | ------ | ---- |
| シーズン | 所属 | 試合 | セット | 打数     | 得点     | 決定率   | 効果率   | 決定     | /set     | 打数   | エース | 得点率 | 効果率 | 受数         | 成功率       | 総得点 | 備考 |
| 2014/15  | 日立 | 22   | 6      | 11       | 7        | 63.6%    | %        | 0        | 0.00     | 15     | 1      | 6.67%  | 13.7%  | 0            | 0.0%         | 8      |      |
| 2015/16  | 日立 | 21   | 3      | 2        | 0        | 0.0%     | %        | 0        | 0.00     | 1      | 0      | 0.00%  | 0.0%   | 0            | 0.0%         | 0      |      |
| 2016/17  | 日立 | 3    | 0      | 0        | 0        | 0.0%     | %        | 0        | 0.00     | 0      | 0      | %      | 0.0%   | 0            | 0.0%         | 0      |      |